# دان ويب
دان ويب (بالإنجليزية: Dan Webb)‏ هو مغني وكاتب أغاني أسترالي، ولد في 13 أغسطس 1989.

## وصلات خارجية
- الموقع الرسمي
- دان ويب على موقع ميوزك برينز (الإنجليزية)
- دان ويب على موقع ديسكوغز (الإنجليزية)